# Minamiuonuma
Minamiuonuma („Süd-Uonuma“ japanisch 南魚沼市 Minami-Uonuma-shi, deutsch ‚kreisfreie Stadt Süd-Uonuma‘) ist eine Stadt im Landesinneren der Präfektur Niigata auf Honshū, der Hauptinsel von Japan.

## Geographie
Minamiuonuma liegt südlich von Niigata und Uonuma.

## Geschichte

Precursor municipalities of South Uonuma City from South Uonuma County

Die kreisfreie Stadt Minami-Uonuma wurde am 1. November 2004 aus den ehemaligen Gemeinden Muika-machi und Yamata-machi gegründet und absorbierte damit etwa den halben Kreis Minami-Uonuma, der 1879 bei der Teilung des antiken Kreises Uonuma in Nord-, Mittel- und Süd-Uonuma (Kita-, Naka-, Minami-Uonuma) entstanden war. 2005 wurde auch die südlich angrenzende Stadt Shiozawa (Shiozawa-machi) eingemeindet.

## Verkehr
- Zug:
  - JR Jōetsu-Shinkansen: Bahnhof Urasa, nach Niigata und Tokio
  - JR Jōetsu-Linie
- Straße:
  - Kanetsu-Autobahn
  - Nationalstraße 17
  - Nationalstraßen 253, 291, 353

## Bildung
- International University of Japan

## Städtepartnerschaften
- Sölden, seit 1982[1][2]

## Angrenzende Städte und Gemeinden

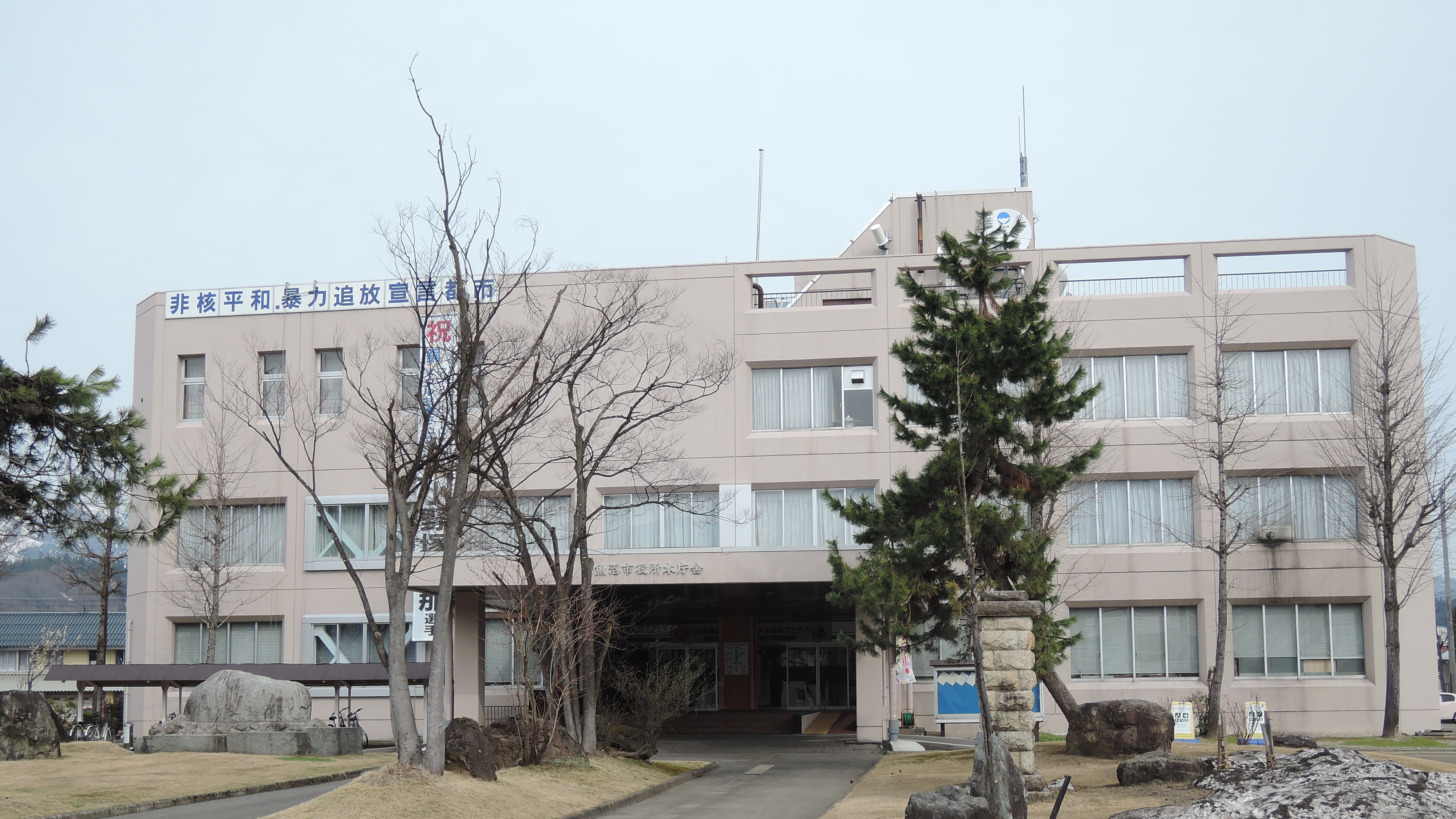
Rathaus

- Präfektur Niigata
  - Uonuma
  - Tōkamachi
  - Yuzawa
- Präfektur Gunma
  - Minakami

## Söhne und Töchter der Stadt
- Noriyo Hiroi (* 1976 im damaligen Shiozawa), japanische Skirennläuferin
- Ayana Onozuka (* 1988), japanische Freestyle-Skisportlerin
- Misaki Shigeno (* 1986), japanische Skispringerin
- Ryōhei Yamazaki (* 1989), Fußballspieler